# Franziska Bennemann
Franziska Bennemann, née le 30 mai 1905 à Hermsdorf et morte le 26 août 1986 à Braunschweig, est une femme politique, membre du Parti social-démocrate d'Allemagne et syndicaliste active. Elle passe la Seconde Guerre mondiale en exil en Angleterre en raison de ses activités de résistante. Elle est ensuite membre du Bundestag allemand de 1953 à 1961.

## Biographie
Franziska Marie Thérèse Stellmacher est née le 30 mai 1905 à Hemsdorf. Ses parents sont Paul Stellmacher (1881-1969), un ouvrier et Marie Moritz (1884-1962). Elle travaille comme ouvrière à partir de 1919.
Elle rejoint le Parti social-démocrate en 1923. Elle est également active dans le mouvement de jeunesse socialiste et dans le mouvement syndical. À partir de 1926, elle est membre de l'Internationaler Sozialistischer Kampfbund (Ligue internationale de combat socialiste, ISK). De 1925 à 1929, elle étudie l'économie avec  Fritz Eberhard, les sciences naturelles et la philosophie avec Gustav Heckmann (de) et Minna Specht dans un centre de formation géré par l'ISK. Elle y rencontre Otto Bennemann (de) (1903-2003) qu'elle épouse en octobre 1934. Après l'arrivée au pouvoir par des nazis, tous deux s'engagent dans la résistance au nazisme au sein de l'ISK. 
Pour échapper à une arrestation, Otto Bennemann émigre en Angleterre via la Suisse en 1938,. Franziska Bennemann le suit en 1939 avec un contrat de travail de diététicienne. Tous deux exercent divers emplois en Angleterre. De 1939 à 1946, Franziska Bennemann peut rester en Angleterre et y travaille comme dessinatrice technique tandis que son mari est interné durant deux mois à l'Ile de Man en tant qu'étranger ennemi (en) puis déporté par bateau en Australie avec 3000 autres internés. Il n'en reviendra qu'en 1942,.
Franziska Bennemann devient membre du nouveau Trade Union Centre for German Workers in Great Britain, centre syndical des travailleurs allemands en Grande-Bretagne en 1941,.
En 1946, le couple Bennemann retourne à Braunschweig. Otto Bennemann est bourgmestre de la ville durant deux mandats. Franziska Bennemann reprend ses activités syndicales et politiques. De 1947 à 1950, elle  travaille pour le groupe des femmes du syndicat IG Metall à Braunschweig, et de 1953 à 1961, elle est membre du Bundestag allemand pendant deux législatures, de 1953 à 1961, élue sur la liste du SPD de Basse-Saxe,,,. 
Elle meurt le 26 août 1986 à Braunschweig. 

## Distinctions
Otto Bennemann crée en 1990, la Fondation Franziska-und-Otto Bennemann pour la promotion et la recherche sur un ordre juridique social-démocrate,.
Une rue de Braunschweig porte le nom de Bennemannstraße.